# La Sylphide
La Sylphide (nàng Tiên gió) là một trong những vở ba lê lãng mạn cổ xưa nhất còn sót lại trên thế giới. Có hai phiên bản chính; bản được dàn dựng bởi nhóm múa Danish August Bournonville (1805-1879) là bản duy nhất còn sót lại.

## Các phiên bản
Tháng 3 ngày 12 năm 1832, phiên bản đầu tiên của La Sylphide được chiếu tại nhà hát Salle Le Peletier thuộc công ty Pháp Paris Opéra, với vũ đạo được sáng tạo bởi Filippo Taglioni và âm nhạc do Jean-Madeleine Schneitzhoeffer. sáng tác. Taglioni đã biên đạo vũ điệu như một buổi trưng bày cho cô con gái Marie xem. Lời nhạc trong vở ba lê này được viết bởi tenor Adolphe Nourrit, là anh chàng đầu tiên thủ vai Robert trong vở ô-pê-ra Robert Le Diable của ngài Meyerbeer, vở ô-pê-ra này đã giới thiệu vũ công Marie Taglioni trong đoạn The ballet of nuns. Kịch bản của Nourrit được dựa trên câu chuyện do Charles Nodier sáng tác: Trilby, ou Le lutin d'Argail, nhưng nhân vật chính đã bị Nourrit đổi giới tính: con yêu tinh và bà vợ của người đánh cá là bản của Nodier, còn trong bản ba lê là nàng tiên gió và anh nông dân.
Năm 1836, 'La Sylphide' được biên đạo lại lần nữa bởi Danish balletmaster August Bournonville, âm nhạc bởi Herman Severin Løvenskiold. Bournonville có ý định làm sống lại bản gốc của Taglioni ở thủ đô Copenhagen cùng với công ty ba lê lâu đời Royal Danish Ballet, nhưng công ty Paris Opera đã yêu cầu một mức giá quá cao cho Schneitzhoeffer. Kết cục, Bournonville tự thân làm nên bản riêng của mình, dựa trên bản gốc. Buổi công chiếu diễn ra vào ngày 28 tháng 11 năm 1836. Bản của Bournonville sau này đã được Royal Danish Ballet nhảy lại theo đúng vũ đạo gốc mà ông tạo ra, và trở thành một trong những thành công vang dội nhất của Bournonville. Các diễn viên thực hiện bản của Bournonville bao gồm Eva Evdokimova và Lis Jeppesen, vũ đạo của cô đã được thu lại trong DVD.
Năm 1892, Marius Petipa tái tạo lại bản gốc La Sylphide của Taglioni cho Imperial Ballet, phần âm nhạc của Riccardo Drigo được góp vào. Một biến bản Drigo được sáng tác dành cho vũ công Varvara Nikitina trong bản của Petipa, hiện nay được coi là cách múa truyền thống độc diễn (múa một mình) bởi vũ công hàng đầu nổi tiếng Paquita Grand Pas Classique, được đóng góp bởi Anna Pavlova năm 1904.
Năm 1972, sự phục hồi của bản vũ đạo Taglioni được tạo lại bởi Pierre Lacotte cho nhà hát Paris Opera Ballet. Từ khi vũ đạo của Taglionit bị lãng quên và mất, bản của Lacotte phải dựa trên các bản in, ghi chú, tranh vẽ và tài liệu được lưu trữ vào thời điểm vở ba lê này được ra mắt. Vũ đạo của Lacotte dựa vào thời Taglioni, nhưng hoàn toàn được ông làm mới lại. Tuy nhiên nó vẫn bị chỉ trích như một sự gian dối. Các diễn viên trong bản của Lacotte tại nhà hát Opera National de Paris bao gồm Ghislaine Thesmar (Vợ của Lacotte) và Aurelie Dupont. Biểu diễn của cả hai nghệ sĩ này được thu lại trong DVD và video.
La Sylphide hay bị nhầm lẫn với Les Sylphides, một vở ba lê khác cũng có liên quan đến nàng tiên: sau này được dàn dựng bởi Michel Fokine cho vở Ballets Russes như một buổi biểu diễn ngắn gọn. Mặc dù lấy cảm hứng từ La Sylphide, nhưng nó có vũ đạo riêng và giá trị đặc biệt của riêng nó.
Vở ô-pê-ra The Mountain Sylph của John Barnett vào năm 1834 được dựa trên câu chuyện La Sylphide; kịch bản của vở này đã bị châm biếm bởi W. S. Gilbert vào năm 1882 Savoy Opera, Iolanthe.

## Tóm tắt

### Màn 1.
Trong đại sảnh ở trang trại nước Scotland, chàng trai tên James Ruben đang ngủ trên chiếc ghế gần lò sưởi. Một nàng Tiên gió xuất hiện nhìn anh ta đầy âu yếm và nhảy múa xung quanh anh. Nàng hôn James và tan biến khi anh tỉnh giấc.  James lay anh bạn Gurn đang ngủ dậy và hỏi về nàng tiên. Gurn bảo không thấy một sinh vật nào như thế cả, nhân tiện nhắc James về việc anh sắp cưới vợ. James bỏ qua việc đã xảy ra và hứa sẽ quên nó đi.
Effie, vợ sắp cưới của James, cùng với mẹ và các nàng phụ dâu đến. James hôn Effie theo nghĩa vụ, nhưng bất ngờ bị xao nhãng khi thấy cái bóng trong góc phòng. Nghĩ rằng đó là nàng Tiên, anh đuổi theo nhưng chỉ tìm thấy mụ phù thủy Old Madge đang sưởi ấm. James tức giận vì thất vọng.
Effie và bạn bè của cô nài nỉ mụ phù thủy Old Madge bói tương lai của họ. Mụ niềm nở bảo Effie rằng James đã yêu người khác và cô sẽ kết hôn với Gurn. James điên tiết đuổi mụ phù thủy ra khỏi nhà. Effie vui vẻ yên tâm khi thấy James dám hành động như vậy vì cô.
Effie và các nàng phụ dâu nhanh chóng đi chuẩn bị cho lễ cưới, anh chàng James ở lại trong phòng. Nàng Tiên gió lại xuất hiện và thú nhận rằng đã yêu anh mất rồi. Vì biểu hiện thờ ơ của anh mà nàng khóc. James lúc đầu cưỡng lại nhưng, do say đắm bởi vẻ đẹp thanh cao của nàng, đã chịu thua và dịu dàng hôn nàng Tiên gió. Gurn trông thấy những gì xảy ra qua bóng của họ, và thuật lại cho Effie biết. Khi Effie buồn bã bước vào cùng mọi người thì nàng Tiên đã biến mất. Khách khứa cho rằng Gurn đang ghent tỵ nên đã bịa chuyện.
Trong lúc mọi người đang nhảy múa, nàng Tiên gió lại xuất hiện. Không ai nhìn thấy nàng ngoài James. Nàng Tiên gió bắt chước điệu nhảy của Effie và James đã phải cố gắng nhảy sao cho vừa lòng cả hai.
Khi rước cô dâu, James đang nhìn chiếc nhẫn đính hôn định trao cho Effie, thì bất ngờ nàng Tiên giật chiếc nhẫn, tự đeo vào ngón tay mình, cười duyên và chạy vào rừng. James ngay lập tức cuồng nhiệt đuổi theo nàng. Các vị khách mời đều bối rối khi James đột nhiên bỏ đi. Effie bị phụ tình, cô nức nở khóc trong vòng  tay của mẹ.

### Màn 2.
Trong khu rừng âm u, mụ Madge cùng những mụ phù thủy khác đang nhảy kệch cỡm xung quanh một cái vạc. Chúng hào hứng thêm các loại nguyên liệu bẩn thỉu vào cái vạc đang sôi sùng sục. Khi các thứ trong vạc phát sáng, mụ Madge lấy từ dưới đáy ra một chiếc khăn quàng mờ ảo. Sau đó cái vạc cùng các mụ phù thủy biến mất, lộ ra một khung cảnh đáng yêu trong rừng.
James theo Tiên gió đến khu rừng tuyệt đẹp của nàng. Nàng đem nho rừng và nước uống cho chàng giải khát nhưng luôn tránh né khi James cố giang vòng tay ôm. Để làm James vui, nàng kêu gọi các chị em Tiên gió đến và biểu diễn các điệu nhảy gió. Chàng trai Scotland vui vẻ tham gia cuộc vui, nhưng sau đó tất cả các nàng Tiên chạy trốn đi mất.
Cùng lúc, các vị khách khứa đang tiến vào khu rừng tìm James. Gurn tìm thấy chiếc nón của James, nhưng mụ Madge khuyên Gurn giữ im lặng và khi Effie đến, hãy cầu hôn nàng. Effie sau khi mệt mỏi vì kiếm tìm, đã chấp nhận lời cầu hôn của Gurn.
James bước vào nơi khung cảnh đáng yêu và gặp mụ Madge. Mụ tặng James chiếc khăn quàng ma thuật, nói rằng chiếc khăn này sẽ ngăn không cho nàng Tiên gió bay đi mất. Mụ chỉ chàng hãy quàng chiếc khăn qua vai và cánh tay nàng. James sung sướng nhận chiếc khăn. Khi nàng Tiên gió trở lại và thấy chiếc khăn, nàng thích thú để James quàng nó lên người mình.
Khi James vừa ôm được nàng vào lòng, đôi cánh của Tiên gió rơi ra. Nàng run rẩy chết trong vòng tay của anh. Anh đâu biết đôi cánh chính là nguồn sự sống của nàng. Các chị em Tiên gió đau khổ mang xác nàng đi.
Đột nhiên đám rước của Effie và Gurn đi ngang qua đấy, James choáng váng. Mụ Madge chỉ cho chàng thấy ở trên thiên đường, các nàng Tiên gió đang nâng xác người chàng yêu lên.
James sụp đổ khi nhận ra anh đã mất tất cả vì đã cố nắm giữ thứ không thể. Mụ Madge cười hả hê bên cạnh xác của anh: công bằng đã được thực thi.